# Carol (chanson de Chuck Berry)
Pour les articles homonymes, voir Carol.
Carol est une chanson écrite et interprétée par Chuck Berry, sortie en août 1958. Il en existe plus de 25 versions et c'est l'un des titres enregistrés à la fois par les Beatles et les Rolling Stones.

## La chanson de Chuck Berry
Le titre sort chez Chess Record (Chess 1700) en août 1958. Le titre Hey Pedro occupe la face B.
- Chuck Berry : chant, guitare
- G. Smith : guitare basse
- Johnnie Johnson : piano
- Ebby Hardy : batterie

Elle parait sur l'album Chuck Berry Is on Top en juillet 1959.
En 1979, le label Eric Record le réédite en tant que face B de Johnny B. Goode.
| Classement                         | Meilleure Position |
| ---------------------------------- | ------------------ |
| États-Unis (Billboard Hot 100)     | 18                 |
| États-Unis (Billboard R&B Singles) | 9                  |
| États-Unis (Cash Box)              | 31                 |

Le magazine Billboard dira de ce morceau qu'il "porte un prénom de fille mais qu'il cogne dur".

## Reprises

### Par les Beatles
Pistes inédites de Live at the BBC
That's All Right (Mama) Soldier of Love
Au début des années 1960, les Beatles réalisent plusieurs emprunts au répertoire de Chuck Berry : Memphis, Tennesse, Johnny B. Goode ou I'm Talking About You. On dénombre, en tout, neuf de ses reprises qui ont été enregistrées par le groupe britannique dont deux publiées durant leur carrière (Roll Over Beethoven sur With the Beatles et Rock and Roll Music sur Beatles for Sale). 
Carol est enregistrée en direct dans les studios de la BBC à Maida Vale à Londres, le 2 juillet 1963 pour l'émission de radio Pop Go the Beatles (en) diffusée le 16. Le titre est inclus sur la compilation Live at the BBC qui sort le 30 novembre 1994 au Royaume-Uni (et le 5 décembre 1994 aux États-Unis) mais il existe en 45 tours via les enregistrements émis par le BBC Transcription Service.
- John Lennon : chant, guitare rythmique Rickenbacker 325[11]
- George Harrison : guitare solo Gretsch Duo-Jet[11]
- Paul McCartney : guitare basse Höfner 500/1[11]
- Ringo Starr : batterie Ludwig Oyster Black Pearl[11]

Cette version des Beatles divise : certains la préfèrent à la version des Rollings Stones, d'autres trouvent l'interprétation de John Lennon terne.

### Par les Rolling Stones
Ce titre est repris par les Rolling Stones sur leur premier album en 1964.
Il sort en simple la même année chez Decca Records.
Le magazine Paste considère cette version comme représentant parfaitement les affinités des 'Brits' pour la musique américaine.
- Mick Jagger : chant
- Keith Richards, Brian Jones : guitare électrique
- Bill Wyman : guitare basse
- Charlie Watts : batterie
- Ian Stewart : piano

En 1970, une version live est présente sur l'album Get Yer Ya-Ya's Out! . Bill Wyman dit que cette chanson « n'a jamais été aussi bonne que sur scène en 1969 ».
De 1973 à 1975, Decca réédite en France dix-neuf albums des Stones dans une série intitulée « L'Âge d'Or des Rolling Stones ». Le premier volume s'intitule Carol et reprend les titres du premier album du groupe.
Dans le documentaire Hail! Hail! Rock'n Roll sorti en 1987 consacré à Chuck Berry, on voit Keith Richards et Chuck Berry s'entrainer à jouer ce titre. Cela donne une séquence remarquable où Richards, accompagnant une de ses idoles, se voit réprimandé par Berry car sa façon de jouer lui déplait.

### Par Tommy Roe
Le chanteur américain Tommy Roe enregistre une version en 1964 chez ABC-Paramount Records (AMP 45-10543). Le titre Be a Good Little Girl occupe la face B.
La chanson apparait sur l'album 12 in a Roe: A Collection of Tommy Roe's Greatest Hits, dont il sera le seul titre inédit classé.
| Classement                     | Meilleure Position |
| ------------------------------ | ------------------ |
| Australie (Kent Music Report)  | 16                 |
| États-Unis (Billboard Hot 100) | 61                 |

### Autres versions
On recense plus de 25 artistes ayant repris ce titre, dont 
- AC/DC,
- Backbeat Band,
- Bobby Fuller,
- Charlie Daniels,
- Count Bishops,
- les Doors,
- Flamin' Groovies,
- Peter Gammons,
- les Guess Who,
- Groovie Ghoulies,
- Tom Petty,
- Doug Sahm,
- Status Quo,
- les Yardbirds.

### Adaptations en langue étrangère
| Langue      | Titre           | Adaptation                 | Interprète(s)                                                                | Année |
| ----------- | --------------- | -------------------------- | ---------------------------------------------------------------------------- | ----- |
| Allemand    | Karola Petersen | Klaus Büchner, Raymond Voß | Torfrock                                                                     | 1977  |
| Français    | O Carole        | Manou Roblin               | Johnny Hallyday (sur l'album Johnny, reviens ! Les Rocks les plus terribles) | 1964  |
| Néerlandais | Oh Deerne       | Bennie Jolink, Ferdy Jolij | Normaal                                                                      | 1977  |

## Utilisation dans les médias
- Dans les années 1990, une publicité française pour une marque de baume utilise la mélodie de Carol en adaptant les paroles.
- En 1994 dans le film Backbeat : Cinq Garçons dans le vent.
- En 2001 dans le film Cœurs perdus en Atlantide.